# Bazas
Bazas è un comune francese di 4 925 abitanti situato nel dipartimento della Gironda nella regione della Nuova Aquitania.

## Storia
Fino alla rivoluzione francese Bazas fu sede episcopale di una diocesi che si estendeva a tutto il Bazadais. 

## Monumenti e luoghi d'interesse
La chiesa principale è la cattedrale di San Giovanni Battista.

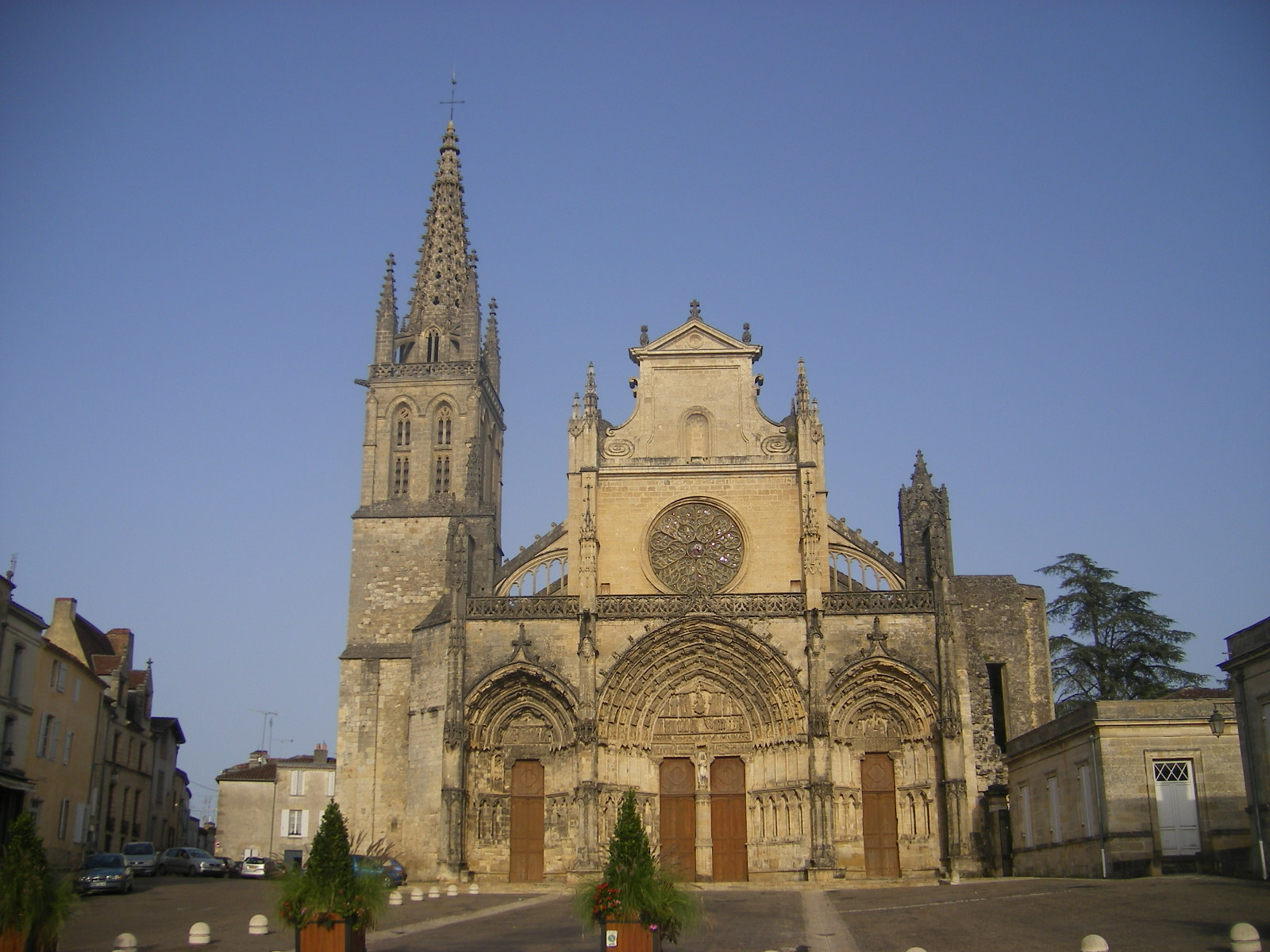
La cattedrale di San Giovanni Battista

## Società

### Evoluzione demografica
Abitanti censiti